# Clavus fulva
Clavus fulva là một loài ốc biển, là động vật thân mềm chân bụng sống ở biển trong họ Drilliidae.